# Michael Masi
Michael Masi (* 1979, Sydney) je Australan, který byl od roku 2019 do roku 2021 ředitelem závodů Formule 1. Z funkce ředitele závodů byl odvolán kvůli kontroverznímu restartu posledního kola Velké ceny Abu Dhabi 2021. Dále je bezpečnostním delegátem, stálou osobou pro zahajování závodů a též ředitelem technického oddělení Formule 1. Jeho činností je dohlížení a na správnost závodů dle pravidel FIA, kontroluje auta v parc fermé, sleduje logistiku a startuje každý závod.

## Mládí
Narodil se v roce 1979 v Austrálii do Italské rodiny. Vyrůstal v australském Fairfield, vystudoval marketing na TAFE.

## Kariéra
Masi svou kariéru začal jako dobrovolník na závodech australské sérii Super touring, ještě v době studia. Pracoval zde jako zástupce ředitele závodů. V roce 2018 byl jmenován zástupcem ředitele závodů F2 a F3 i zástupcem Charlieho Whitinga. Po Whitingově náhlé smrti v roce 2019 byl jmenován ředitelem závodů F1.